# لماذا تركت الحصان وحيدا
لماذا تركت الحصان وحيدًا، مجموعة شعرية من مؤلفات الشاعر العربي الفلسطيني محمود درويش، صدرت في عام 1995، عن رياض الريس للكتب والنشر في بيروت، لبنان.